# チャーリー・クリスト
チャーリー・クリスト（英語: Charlie Crist）、本名チャールズ・ジョセフ・クリスト・ジュニア（Charles Joseph Crist Jr.、1956年7月24日 - ）は、アメリカ合衆国の政治家、弁護士。

## 来歴
1956年7月24日にペンシルベニア州アルトゥーナで誕生。父はギリシャ系キプロス人、母はスコットランド及びアイルランド系である。彼の家族の姓のクリストは、元々のギリシャ語の姓であるクリストドゥロウ（Christodoulou）にちなんだものである。高校時代はアメリカンフットボールのクォーターバックであったが、膝の故障から最終学年はほとんどプレーできなかった。アメフトを続けたかったクリストは、強豪校ではないウェイクフォレスト大学に進学したが、レギュラーになることはできずホームシックにかかったこともあり、フロリダ州立大学へ転校した。大学卒業直後に結婚したが、わずか8ヵ月後の1980年2月15日に離婚した。フロリダ州上院議員（1993年 - 1999年）から1998年の中間選挙で共和党連邦上院議員候補（民主党現職のボブ・グラムに敗退）。その後州教育長官（2001年 - 2003年）州司法長官（2003年 - 2007年）を経て、2006年の中間選挙で共和党に猛烈な逆風が吹き荒れる中、フロリダ州知事に当選（在職2007年-2011年）。
司法畑の出身で弁護士から政界入り。共和党員としてキャリアをスタートさせた。長年州政に従事しながらキャリアを積み、ジェブ・ブッシュの後任として州知事を務める頃には、共和党穏健派の代表格として頭角を表す。前任者に劣らぬ手腕と人気があり、2008年アメリカ合衆国大統領選挙では、早くも副大統領候補の一人として名前が挙がった。2010年の中間選挙では、連邦議会の有力者の支持を得て、州知事の再選を辞退し連邦上院選挙への出馬を表明。ところが折から吹き荒れるティーパーティー運動の旋風に乗り、党内保守派の支持を得た無名の若手州議会議員マルコ・ルビオに党の候補指名を奪われる。
このため、追われる形で共和党を離党することとなり、無所属候補として同年の上院選に出馬するも、ルビオの勢いに圧倒される結果となり落選。保守化の進む共和党で居場所を失ったクリストが2012年アメリカ合衆国大統領選挙で応援演説を行ったのは共和党全国大会ではなく民主党全国大会であった。ここでかねてから示唆されていたバラク・オバマへの支持を鮮明にし、同時に民主党に入党した。
2013年11月、クリストは2014年の中間選挙で民主党からフロリダ州知事選に立候補することを表明。共和党と完全に袂を分かつこととなった。当時、支持率が低迷していた共和党現職知事のリック・スコットに対し世論調査で優位に立っており、返り咲きとなればホワイトハウス奪還を目指す共和党、特にフロリダを地盤とするブッシュとルビオには手痛い結果となるため、その動向は今後の全米の政治を占う上で大きく注目された。同年8月に行われた民主党予備選挙で勝利し同党の候補となったが、11月4日投開票の本選挙ではスコットに敗れた。